# Яніславиці (Лодзинське воєводство)
Яніславиці (пол. Janisławice) — село в Польщі, у гміні Ґлухув Скерневицького повіту Лодзинського воєводства.
Населення — 278 осіб (2011).
У 1975-1998 роках село належало до Скерневицького воєводства.

## Демографія
Демографічна структура станом на 31 березня 2011 року:
|          | Загалом | Допрацездатний вік | Працездатний вік | Постпрацездатний вік |
| -------- | ------- | ------------------ | ---------------- | -------------------- |
| Чоловіки | 135     | 24                 | 96               | 15                   |
| Жінки    | 143     | 27                 | 80               | 36                   |
| Разом    | 278     | 51                 | 176              | 51                   |